# Glider (symbole)

Le Glider.

Le glider  est le « symbole des hackers », proposé en octobre 2003 par Eric S. Raymond comme symbole reconnaissable pour la culture hacker. Dans ce contexte, « hacker » ne désigne pas les crackers mais la culture hacker autour de BSD, MIT, GNU, Linux, Perl… ainsi que la communauté autour du logiciel libre et de l'open source.
Raymond a suggéré que « par l'utilisation de ce symbole, vous exprimez votre accord avec les objectifs des hackers, leurs valeur, ainsi que leur mode de vie ».
L'image représente la formation du planeur dans le jeu de la vie.